# This is Bizniz
《This is Bizniz》는 비즈니즈가 2008년 12월 발표한 EP 앨범이다. 이 앨범에는 특히 알렉스가 타이틀곡에 참여했고, 그 외에 참여한 아티스트는 Dok2, 화영, Verbal Jint, L.E.O., E- Sens, 화나, The Quiett 등이 있다.

## 수록곡
1. This Is Bizniz
2. The Show (Feat. Dok2)(19)
3. One & Only (Feat. 화영)(19)
4. 너의 소식 (So Sick) (Feat. Alex - Clazziquai)
5. Fresh To Death (Feat. Verbal Jint)
6. Love Of My Life (Feat. L.E.O, E-Sens, Fana & The Quiett)

## 참고 문서
- 네이버 뮤직